# アンドリュー・ピンクニー
アンドリュー・デイヴィッド・ピンクニー（Andrew David Pinckney、2000年12月7日 - ）は、アラバマ州タスカルーサ出身のプロ野球選手（外野手）。右投右打。MLBのワシントン・ナショナルズ傘下所属。

## 経歴
2023年のMLBドラフト4巡目(全体102位)でワシントン・ナショナルズから指名された。